# Ganglion prévertébral
Les ganglions prévertébraux (ou ganglions collatéraux ou ganglions préaortiques ) sont ganglions sympathiques situés entre les ganglions paravertébraux et l'organe cible.

## Fonction
Semblables aux ganglions paravertébraux, les ganglions prévertébraux sont les nodules où les neurones préganglionnaires synchronisent avec leurs homologues postganglionnaires. Les nerfs qui établissent des synapses dans les ganglions prévertébraux innervent les viscères pelviens. Parmi les cibles présentes dans les viscères pelviens, on compte le système nerveux entérique, ainsi que le système rénal, la vessie et tout autre organe présent dans l'abdomen.

## Physiologie
Les nerfs provenant de la corne latérale de la moelle épinière sont ceux du système nerveux autonome (SNA). Ils sortent par la racine ventrale de la moelle épinière et continuent par le rameau ventral. À ce stade, ils se ramifient brusquement pour passer à travers les rameaux communicants blancs du corps paravertébral.  Contrairement aux nerfs thoraciques et cutanés, les nerfs du SNA destinés aux viscères pelviens continuent à traverser les ganglions paravertébraux sans synapse. Au lieu de se synchroniser, ils continuent par les nerfs splanchniques jusqu'à atteindre un ganglion prévertébral (situé à proximité de l'organe cible). Une fois à l'intérieur des ganglions prévertébraux, les neurones individuels constituant le nerf se synchronisent avec leur neurone postganglionnaire.  Le nerf postganglionnaire commence ensuite à innerver ses cibles (organes viscéraux pelviens). 

## Exemples
Ceux-ci comprennent: 
1. le ganglion cœliaque (qui peut inclure le ganglion aortico-rénal), 
2. le ganglion mésentérique supérieur, 
3. le ganglion mésentérique inférieur. 

## Images supplémentaires

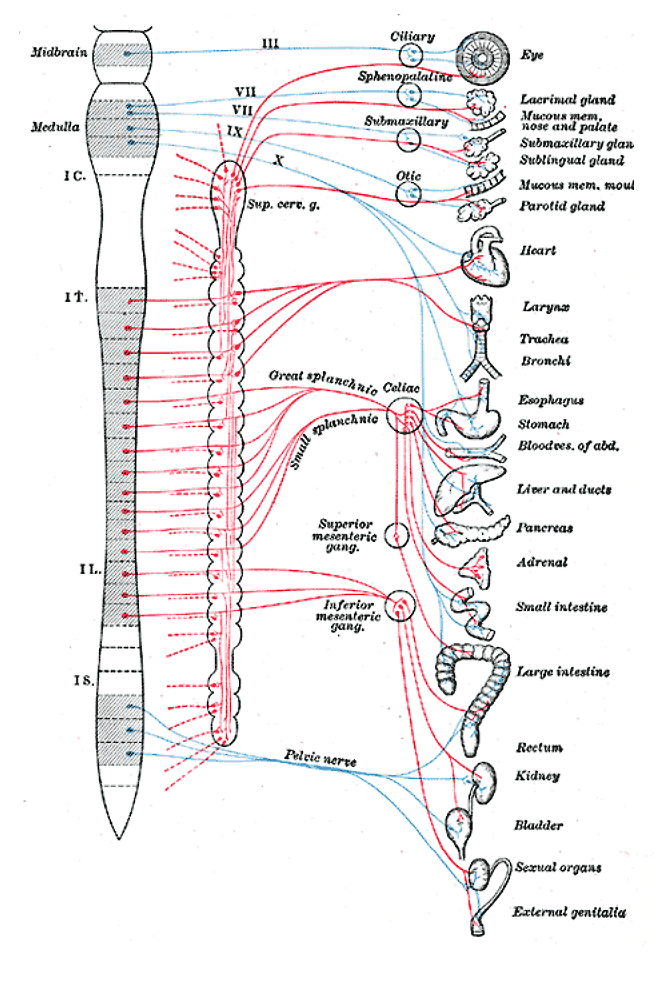
Système nerveux sympathique (rouge) et parasympathique (bleu)